# Lunca Ampoiței, Alba
Lunca Ampoiței (în maghiară Lunkatanya) este un sat în comuna Meteș din județul Alba, Transilvania, România. La recensământul din 2002 avea o populație de 168 locuitori.

## Obiective turistice
- Rezervația naturală Cheile Ampoiței (15 ha)